# Супрасльський Благовіщенський монастир
Супрасльський Благовіщенський монастир або Супрасльська лавра (пол. Monaster Zwiastowania Przenajświętszej Bogurodzicy i św. Jana Teologa w Supraślu) — чинний монастир, який був заснований у Київській митрополії наприкінці XV ст. у селищі Супрасль на Підляшші, що тоді входило до Великого князівства Литовського. На даний час один з п'яти чоловічих православних монастирів на теренах Польщі, що відноситься до білостоцько-гданської діоцезії Польської православної церкви.
Відомий створеними тут Супрасльським літописом кінця XV–XVI ст. та Супрасльським рукописом, включеним 2007 року ЮНЕСКО до переліку «Пам'ять світу».

## Історія

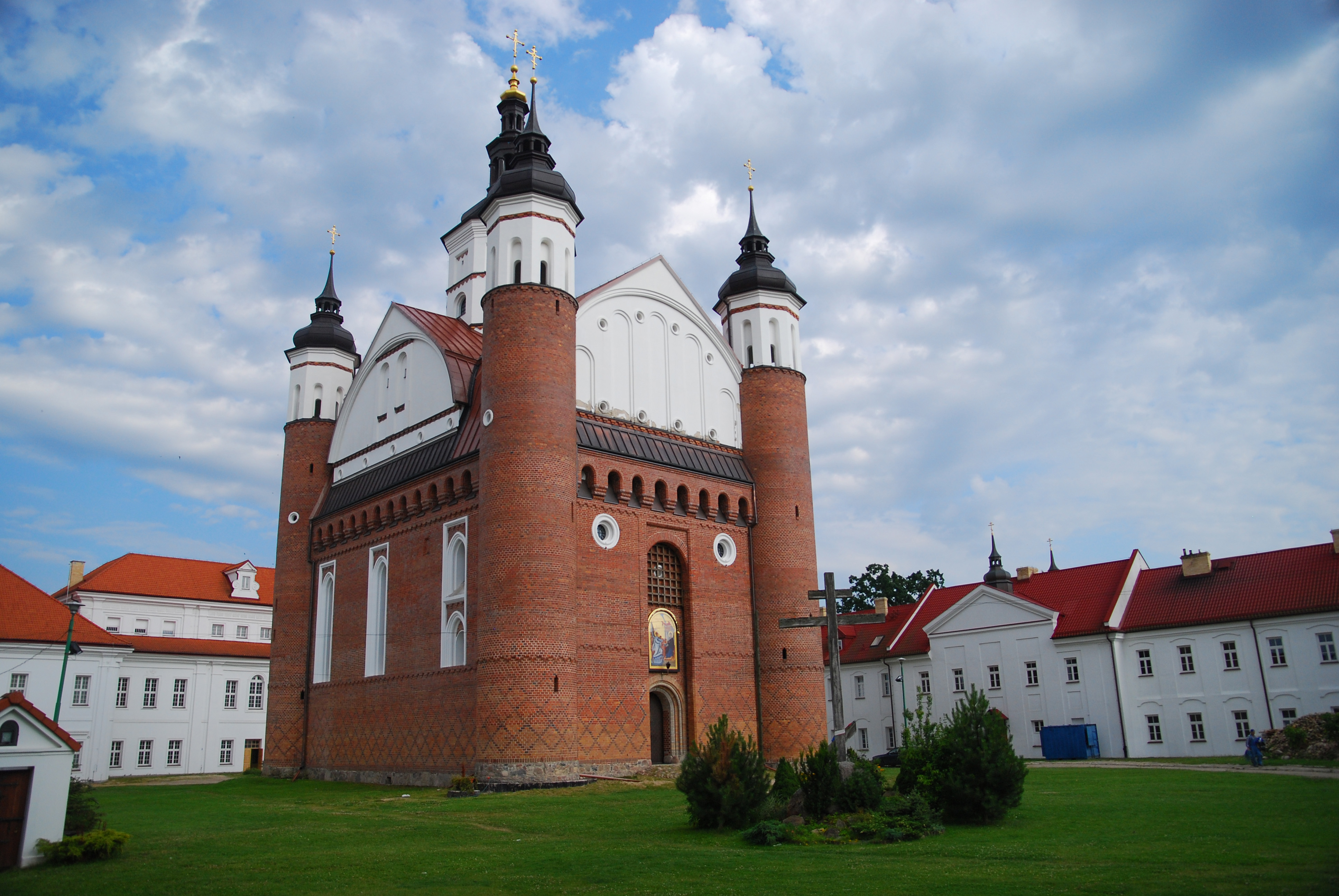
Церква Благовіщення

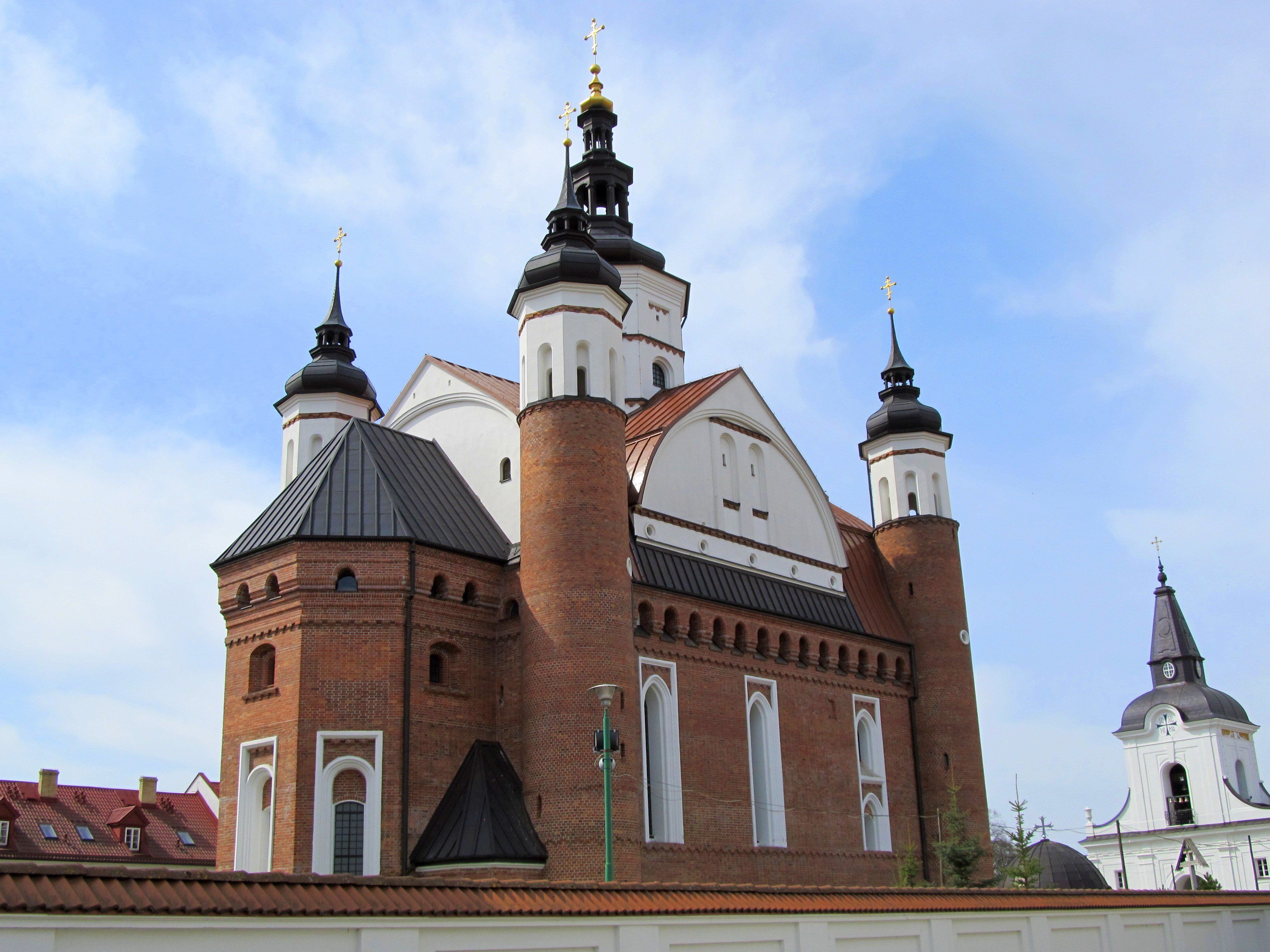
Церква з сторони апсиди

Воєвода Новогрудський і маршалок ВКЛ Олександр Ходкевич за сприянням смоленського єпископа Йосифа Солтана (за іншими гіпотезами Йосифа Болгариновича) фундував створення 1498 року в його місті-резиденції Гродку монастиря, для створення якого запросив ченців з Києво-Печерської лаври і можливо ченці-втікачі з монастирів Афону, що втікали від турків після падіння Константинополя. За новішою гіпотезою Антона Мироновича у навколишній місцевості ченці жили у пустельнях ще до закладення замку Ходкевичів (до 1497), зустрічаючись по суботах, неділях, святах для спільних богослужінь. Фундацію і привілеї монастиря підтвердили королі Олександр Ягеллончик (1504) і Сигізмунд І Старий (1509).
Ченці бажали закласти монастир у менш залюдненому місці і 1500 року перенесли його до урочища Сухий Груд на березі річки Супрасль, де збудували з дерева монастир і церкву св. Івана Богослова на честь небесного покровителя Івана Ходкевича, батька Олександра. За легендою ченці сіли до човна з хрестом з частками Животворного Хреста, який пристав до берега у даному місці. У монастирі перебувало близько 40 ченців та перший ігумен Пафнутій. Закладення монастиря підтвердив томосом 1505 року патріарх Константинопольський Йоаким I, яким зобов'язав обирати ігумена самим ченцям поміж себе, молитись за фундаторів, не споживати алкоголю задля піднесення авторитету православ'я.
З благословіння Київського митрополита Йони II 1503 року з приватних фундацій заклали оборонну готичну церкву Благовіщення Прсв. Богородиці з елементами візантійської архітектури, освячену 1511 року Київським митрополитом, єпископом смоленським Іосифом Солтаном. Він подарував монастиреві копію чудотворної ікони Смоленської Богородиці «Одигітрія» (згодом Супрасльська Богородиця) та три маєтки, подаровані йому королем Олександром І в подяку за відданість в час московської московсько-литовської війни 1502 року. Бічні вівтарі церкви були присвячені св. Феодосію Печерському та свв. Бориса і Гліба. У середині XVI ст. було вимурувано ренесансну Церкву Воскресіння Христового, а до 1577 року згоріла церква св. Івана Богослова. Одночасно 1557 року іконописці під керівництвом серба Нектарія розписали Благовіщенську церкву фресками у балканському стилі. В цей період у монастирі була сформована доволі значна бібліотека з понад 200 рукописів і стародруків. Ченці збирали, систематизували рукописи, виконували їхні нові редакції. З 1570-х років тут появлялись полемічні твори, спрямовані проти католиків, лютеран. У XVI ст. навколо монастиря почало формуватись селище Супрасль. Після укладення Люблінської унії 1569 року Київщина, Волинь, Підляшшя відійшли до Корони.
Монастир став значним центром чернечого життя Київської митрополії, що підтримував зв'язки з чернечими осередками України, Сербії, Болгарії, Афону. Його 1582 року відвідав болгарський патріарх Гавриїл, надавши архімандриту Тимофію право ношення митри і монастиреві статус лаври, 1590 Константинопольський патріарх Єремія ІІ Транос, змінивши статут і надавши статус ставропігії.
Палац Архімандритів збудували у 1635–1655 роках. Монастирські будівлі збудували у XVII–XVIII ст. У них розміщені домові каплиці Супрасльської ікони Богородиці і св. Антонія Супрасльського.

### Василіяни

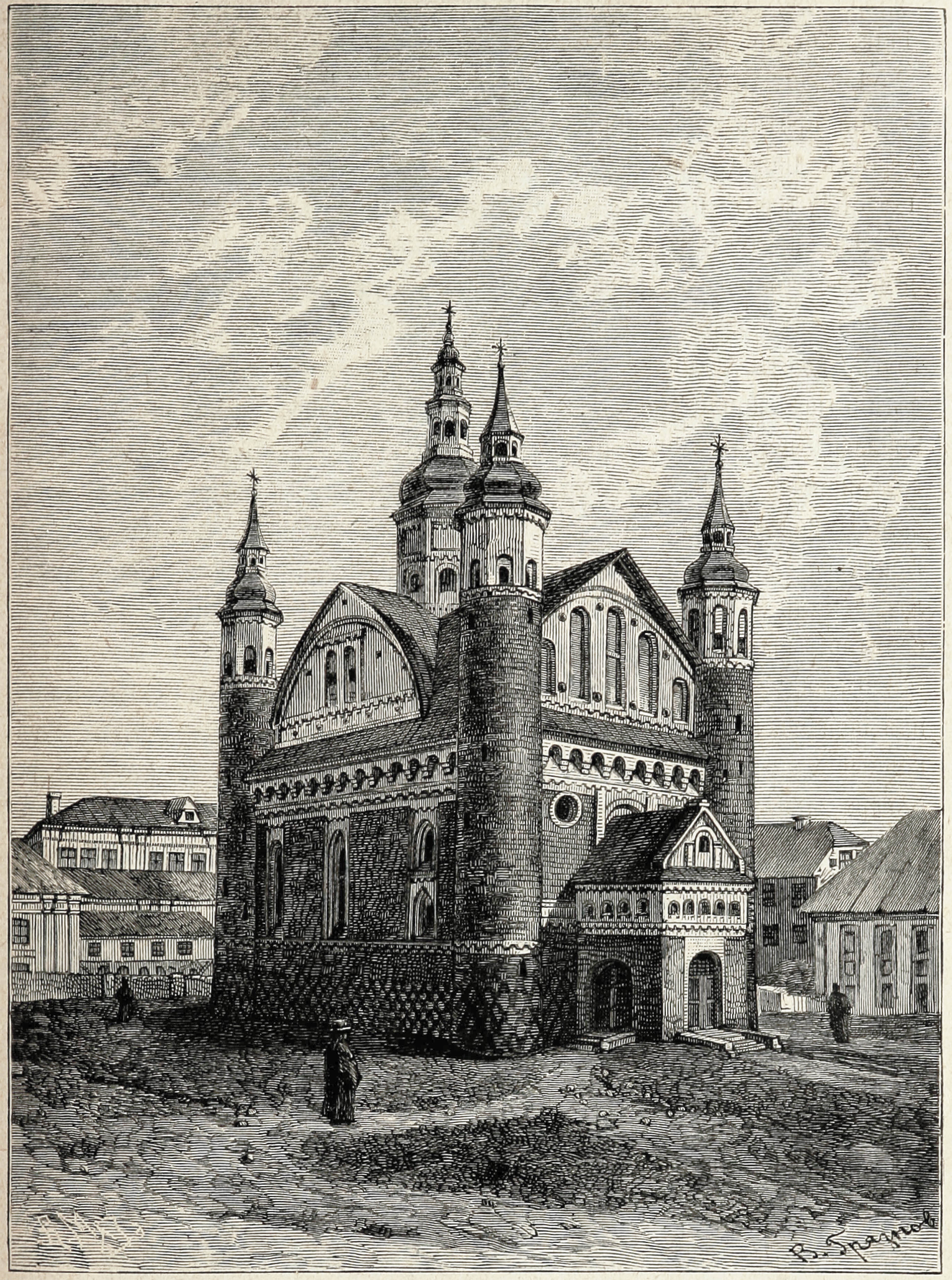
Церква Благовіщення. 1890

Ченці на початку 1600-х років противились приєднанню до Берестейської унії. Архімандрит Іларіон у Львові 1595 року на православному соборі підтримав львівського єпископа Гедеона відносно укладення унії, але 1596 року в Бересті був учасником православного собору, хоча чернець з Супраслі Ісая був учасником унійного собору в Бересті. Зрештою ченці відмовили митрополиту Михайлу († 1599) у переході на унію, в чому їх підтримав ктитор монастиря, каштелян віленський Єроним Ходкевич. Митрополит Іпатій незабаром після висвячення прибув до монастиря, де у церкві Благовіщення оголосив про його приєднання до унії. У відповідь ченці з Іларіоном (Массальський) оголосили його єретиком, наголосивши, що вони безпосередньо підлягають константинопольському патріарху, а не єпископам. 4 жовтня 1601 року Іпатій позвав Іларіона до суду через непокору. Архімандрит відмовився прибути до митрополичого суду, через що 19 січня 1602 року король Сигізмунд ІІІ Ваза присудив його до баніції через непослух і неявку до суду. Ієроним Ходкевич поставив керувати монастирем ченця Герасима, який визнав владу митрополита Іпатія Потія. Було прийнято новий статут монастиря, що забороняв приймати нових ченців без згоди митрополита і ктитора. Іларіон повернувся до монастиря 1607 року, а король за проханням Ієронима Ходкевича відкликав розпорядження про баніцію. Іларіон організував життя монастиря за православним статутом і після його смерті архімандрит Герасим дозволив 1611 року ченцю Атанасію написати повчання про православних святих, яке завершувалось проханням не змінювати статус монастиря.

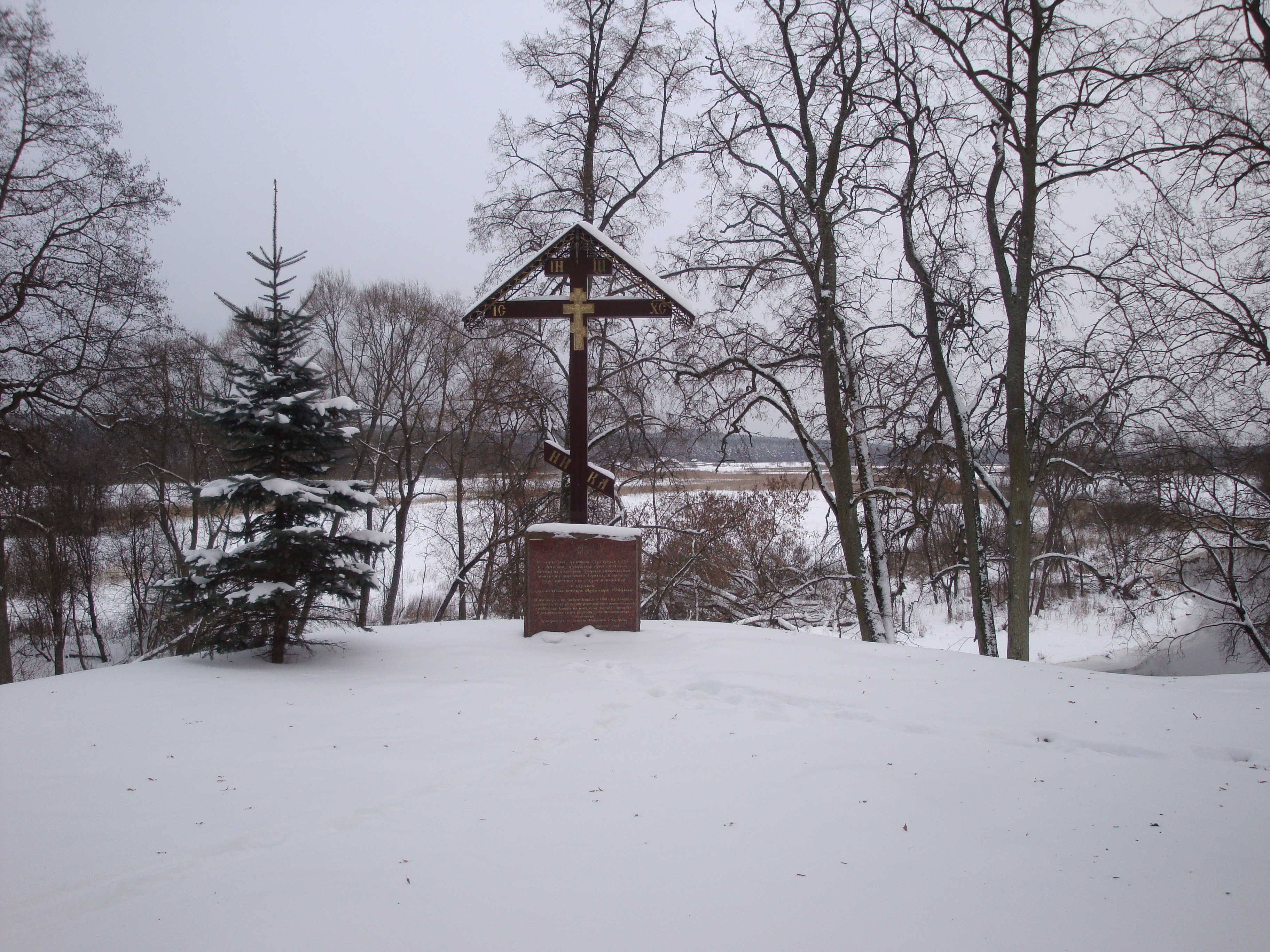
Хрест на місці, де за легендою пристав до берега човен з ченцями

Ктитор Кшиштоф Ходкевич 1627 року в статуті зменшив число ченців до шести. Багаторічний судовий процес у Новогрудку 1631 року поміж ним і митрополитом Йосифом стосувався права контролю над монастирем і зрештою королівський трибунал вирішив справу на користь митрополита. Через цей суд 1650 року Кшиштоф Ходкевич отримав догану від короля. 31 березня 1635 року монастир перейшов на василіянський статут. Це сприяло поширенню унійних переконань на землях ВКЛ, припиненню контактів з Балканами, Московією. Через деякий час розпочалась розбудова монастиря. Архімандрит Никодим Шибінський замовив 1643 року новий триярусний іконостас для церкви Благовіщення. До 1652 року встановили 4 бічні вівтарі. Наприкінці XVII ст. на південь від монастиря розбили італійський парк. У монастирі 11 лютого 1674 року помер митрополит Гавриїл, який з 1655 року був його архімандритом. У 1695–1697 роках збудували надбрамну вежу-дзвіницю, яка згоріла 1702 року.
Після обрання 1733 року архімандритом Юрія Булгака настала розбудова монастиря. Браму-дзвіницю відбудували 1752 року, південне житлове крило, 1771 року верхи веж церкви Благовіщення покрили бароковими дахами. У апсиді стіни декорували ліпниною, розписами на дерев'яних панелях. На середину століття тут перебувало 19 ієромонахів, 5 ченців, 4 новаки, 13 челядників, 47 ремісників. Інвентар 1764 року підтвердив гарний матеріальний стан монастиря. Та незабаром виник конфлікт з київськими митрополитами. Митрополит Ясон 8 років не затверджував архімандритом Теодосія Вислоцького, обраного 20 червня 1778 року і затвердженого 6 березня 1786 року. Він керував філіальними монастирями у Варшаві, Кузниці, Дорогочині (з 1796). В час повстання Костюшка Віслоцький передав 1794 року з скарбниці монастиря 33 кг срібла, надав позику в 13 000 золотих. Це значно послабило фінансовий стан монастиря. Одночасно через поділ монастирів василіян поміж трьома імперіями 1797 року була створена Супрасльська діоцезія.
Митрополит Теодосій знаходився під арештом у Петербурзі і передав архімандриту монастиря зверхність над василіянами у Королівстві Пруссії. Завдяки протекції короля Фрідріха-Вільгельма II 6 березня 1798 року Пій VI дав дозвіл на заснування діоцезії. Кафедральним собором було визначено монастирську церкву Благовіщення і Віслоцький був номінований 1800 року першим єпископом.

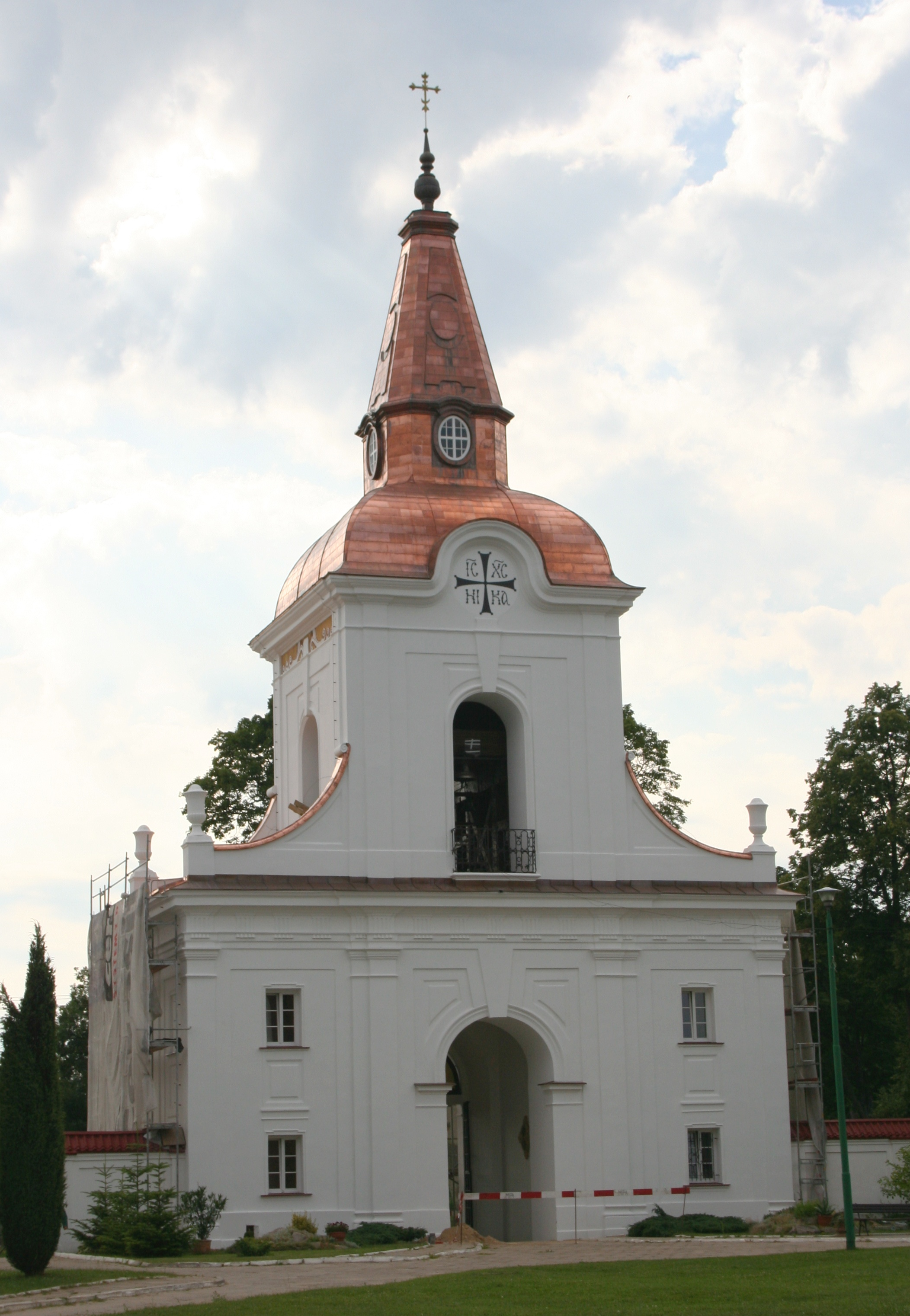
Надбрамна дзвіниця. 2009

### Друкарня
До монастиря перенесли 1693 року друкарню з монастиря василіян у Вільно за сприянням митрополита Киприяна, який того року помер в монастирі внаслідок враження блискавкою і де збереглась його надгробна плита. Перша книжка з цієї друкарні — «Служебник» — вийшла 1695 р. Життєпис св. Онуфрія 1696 року став наступним підготовленим у монастирі виданням. Жоховський заповів друкарню своєму родичу, але василіянам вдалось залишити її в монастирі. діяльність друкарні покращилась за митрополита Лева ІІ, завдяки якому Конгрегація євангелізації народів 1713 року схвалила її діяльність. Для протидії експансії РПЦ 1720 Замойський синод вирішив наблизити літургію УГКЦ до літургії РКЦ, для чого у друкарні розпочали виготовлення відповідних літургічних книг. Загалом у 1711–1728 роках випустили 65 найменувань книг. Одночасно почали друкувати популярні релігійні видання, календарі, світську літературу. Після смерті Лева ІІ 1728 року діяльність друкарні сповільнилась. У 2-й половині XVIII ст. у друкарні переважно видавали світські видання, спрямовані на поширення освіти, основ наукових знань. Літургійні видання для УГКЦ поступались за чисельністю виданням старообрядців. З 1784 року префект друкарні Мелетій Осуховський майже повністю припинив друк літургічних книг, крім потреб старообрядців. Король Станіслав Август Понятовський 1790 надав друкарні привілей. Після  третього поділу Речі Посполитої 1795 року Супрасль потрапила до складу Королівства Пруссія і до Білостоку прибув видавець Йоган Кантер, який розпочав видавати урядові матеріали. Василіян стали примушувати продати йому друкарню, шантажуючи певними обмеженнями, ввівши з 1800 цензурування усіх видань. Зрештою 1803 року василіяни продали друкарню Йогану Аппельбауму, який до того купив справу Й. Кантера. Загалом у друкарні надрукували близько 500 видань (71% польською мовою, 18% кирилицею, 10,5% латиною, 0,5% литовською).

### Православний монастир

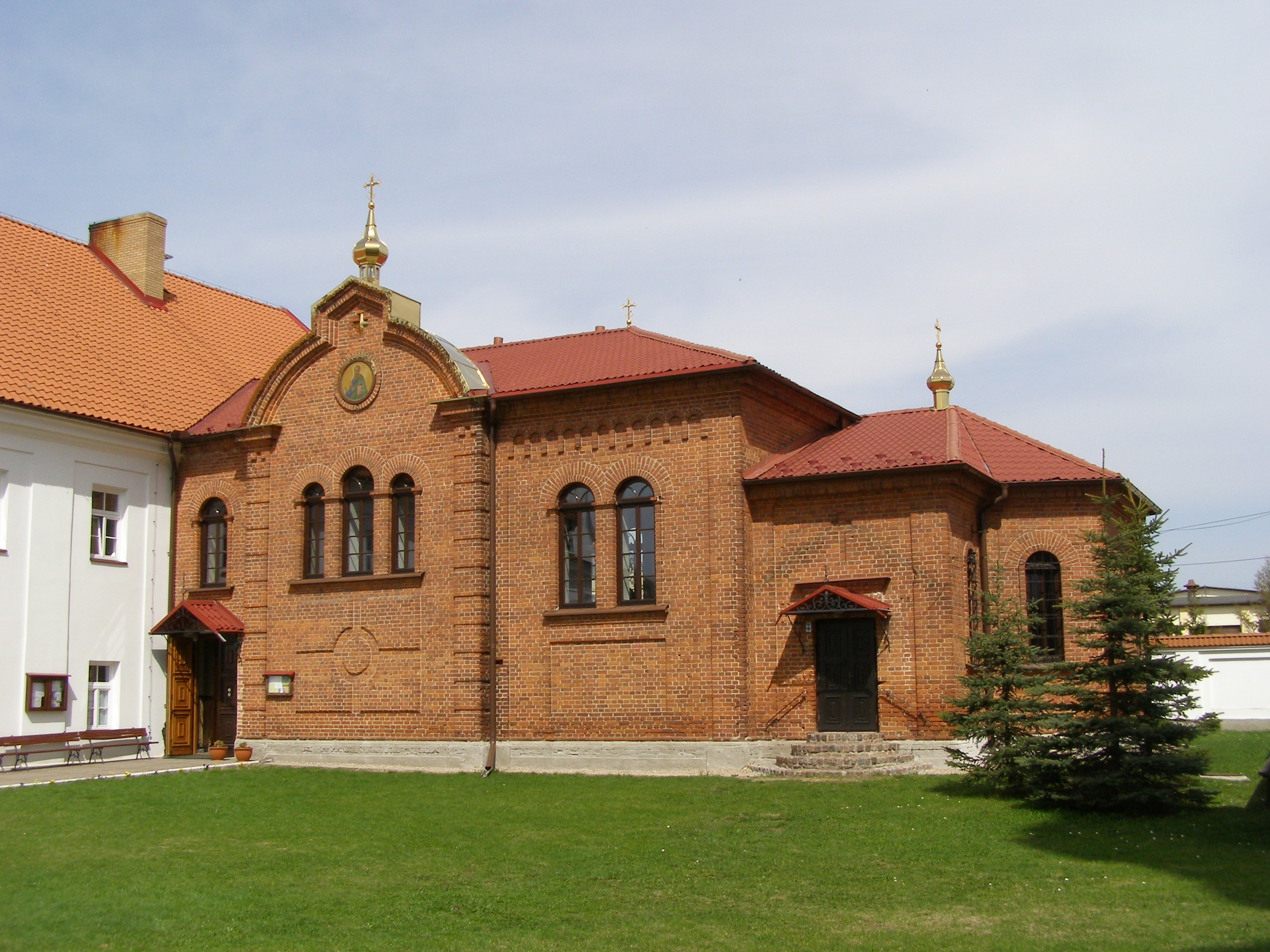
Церква св. Івана Богослова

Внаслідок Тільзитського миру Супрасль перейшла від Пруссії до Російської імперії. 14 лютого 1809 року Олександр I ліквідував Супрасльську діоцезію. Єпископ, архімандрит Лев був номінований єпископом-помічником берестейського єпископа Йосафата. Архімандрит Лев помер 1833 року в монастирі і був похоронений у катакомбах. За поданням віленського єпископа Йосифа 1827 було проведено реорганізацію УГКЦ на теренах імперії з її підпорядкуванням Синоду, реорганізації монастирів василіян на зразок православних з підпорядкуванням єпископам відповідної єпархії. У 1839 році було скасовано дію Берестейської унії і розпущено чин василіян, внаслідок чого монастир передали монахам РПЦ. Значна частина будівель монастиря використовувалась під шпиталь (східне крило 1807–1833), ткацьку фабрику Вільгельма Захерта. Ченці розміщувались у західних приміщеннях, де утримували духовну школу. Церкви, монастирські будівлі зазнали ґрунтовної перебудови задля усунення слідів УГКЦ. Було усунуто бічні вівтарі, орган, через що у церкві зібрались віруючі і декілька днів співали релігійні пісні під звуки органу. Фрески забілили у 1852–1859 роках і 1887 року при спробі зняття побілки сухим способом була втрачена їхня значна частина.

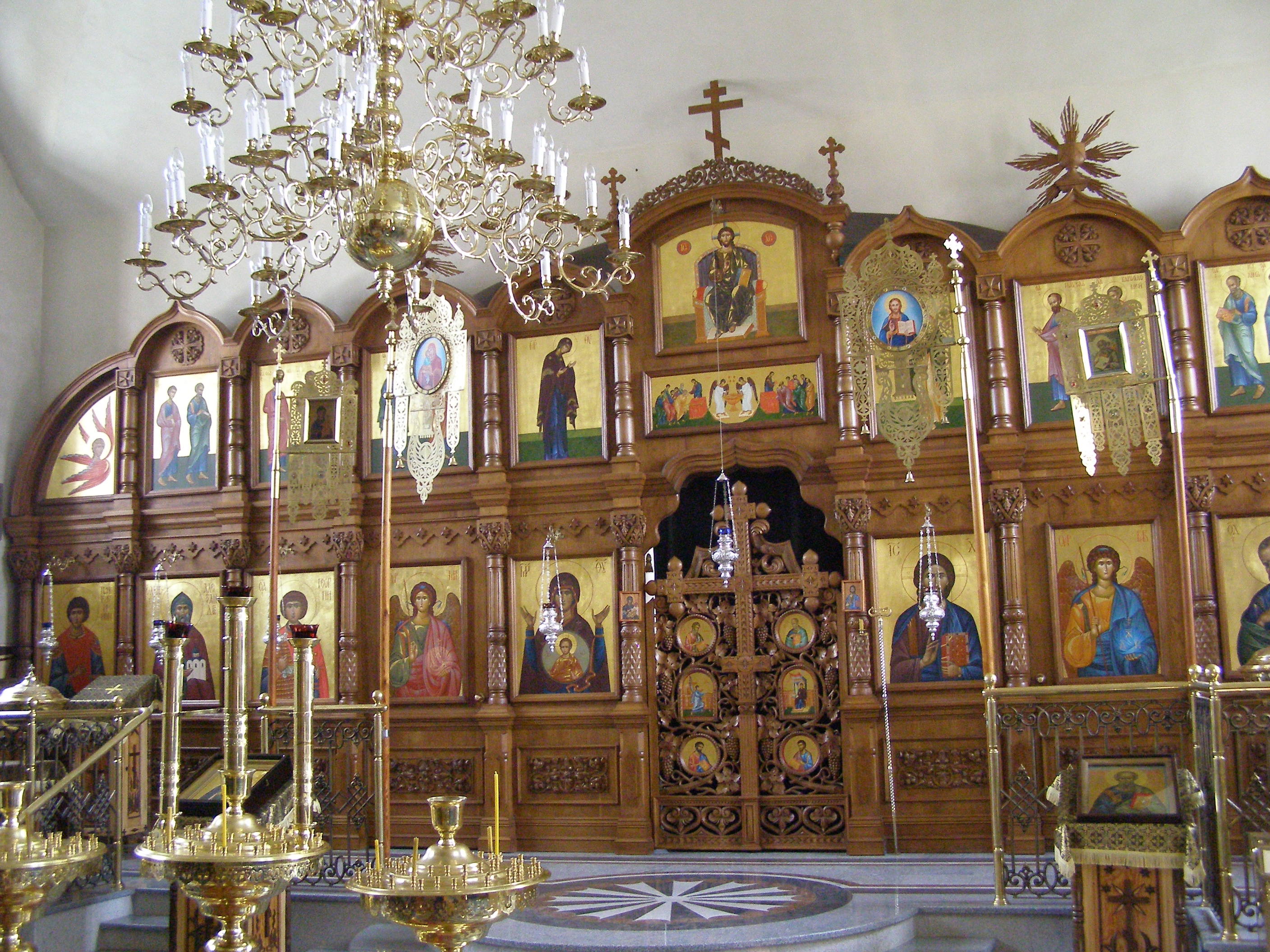
Іконостас церкви св. Івана Богослова

Через складний матеріальний стан для ремонту і утримання приміщень почали розпродаж старовинної монастирської бібліотеки до приватних збірок, бібліотеки Вільнюса. Синод розглядав 1873 року можливість закриття монастиря, але архімандриту Іннокентію (Команецькому) вдалось переконати надати матеріальну допомогу. Завдяки чому було збудовано цвинтарну церкву Св. Пантелеймона. Значне піднесення монастиря настало за архімандрита Миколая (Далматова) (з 1881), який опрацював першу хронологію життя монастиря. Він відновив церкву Благовіщення, збудував церкву Св. Івана Богослова (1890), заклав новий цвинтар з церквою св. Юрія (1901). Було закладено церковне братство, сиротинець. Одночасно було розібрано церкву Воскресіння Господнього через поганий стан. Новий архімандрит Володимир (Тіхоницький) народився у В'ятській губернії, навчався у Казані і до 1906 року виконував місію у Киргизстані. Він розпорядився 1907 року усунути з іконостасу церкви Благовіщення фігури, як невідповідні православній сакральній традиції. Вже як єпископ білостоцький Володимир 1910 року звернувся до Археологічної Комісії Синоду за дозволом усунення іконостасу, але отримав відповідь, що навіть у московських церквах присутні впливи західного мистецтва. Тоді ж 1910 року при зніманні з стін дерев'яних панелей на північній і південній стінах віднайшли незабілені фрески, які через невміле поводження були пошкоджені.
На дзвіниці було декілька дзвонів, з яких найбільші важили 2.400 кг, 1.700 кг, 1.200 кг. Усі вони пропали під час Першої світової війни. З початком німецького наступу 1915 року ченці покинули монастир, прихопивши образ Супрасльської Богородиці, цінні літургічні речі. Єпископ білостоцький, архімандрит Володимир (Тіхоницький) вивіз чудотворну ікону до церкви Покрови Богородиці на Рові в Москві, де вона пропала після революції. Разом з іконою були втрачені хрест з часткою Животворного Хреста (1500–1510), дарохранильниця у вигляді супрасльської церкви, срібний потир з гербом Ходкевичів, що його подарували, багато оздоблене літургійне начиння, оклади книг. Після завершення війни до монастиря повернувся лише ієромонах Сава (Гаврилюк).

### Міжвоєнний період

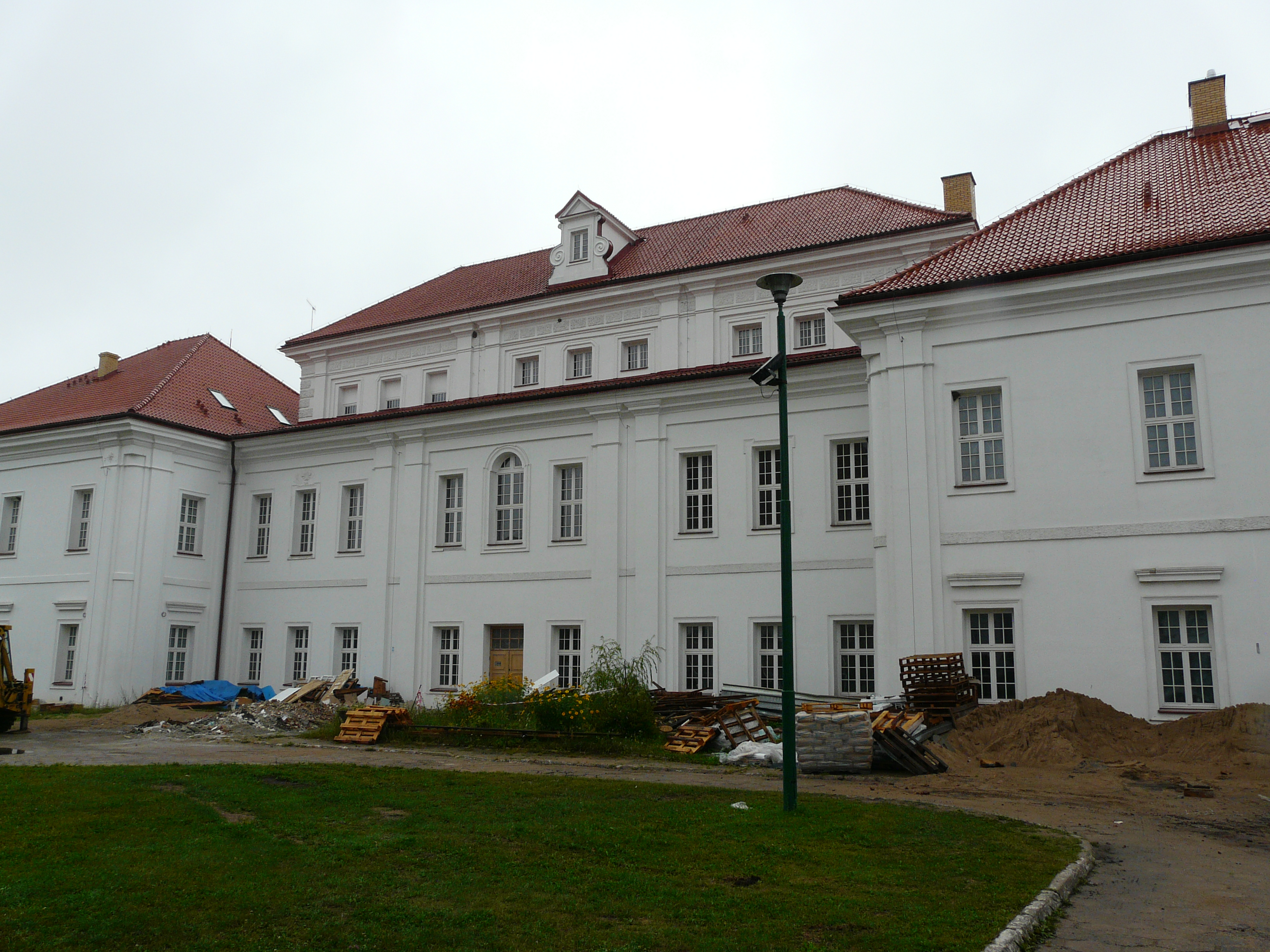
Палац Архієпископів

Після завершення війни у новопроголошеній Польській Республіці 8 серпня 1919 року інспектор Збігнев Лащинський і бургомістр Супрасля Владислав Козловський опечатали церкву Благовіщення. На їхнє розпорядження чернець Сава переніс церковні речі до церкви св. Івана Богослова, яку не дали використовувати віруючим. Бургомістр передав дзвіницю, офіцини, церкви 1922 року в управління Дирекції публічних доріг у Білостоку, решту приміщень Сеймику у Білостоку, який передав їх рільничій школі. Тоді ж від імені 2.235 віруючих православне братство Супраслі звернулось до Юзефа Пілсудського з проханням повернути дзвіницю, церкви і надати їм статус парафіяльних, відмовившись від монастирських будівель, ґрунтів. Звернення передали Міністерству  Віросповідань і Освіти, яке передало його білостоцькому воєводству. Там вирішили, що православні можуть користатись цвинтарною каплицею у Підсупраслі, що була філією парафії у Василькові. Монастирські храми мали передати католикам, які хоча і користувались парафіяльним костелом, але він був меншим за церкву. Воєвода зобов'язав 1924 року ченця Саву покинути житло у монастирі. Два будинки і частину ґрунтів передали 1925 салезіанам.  

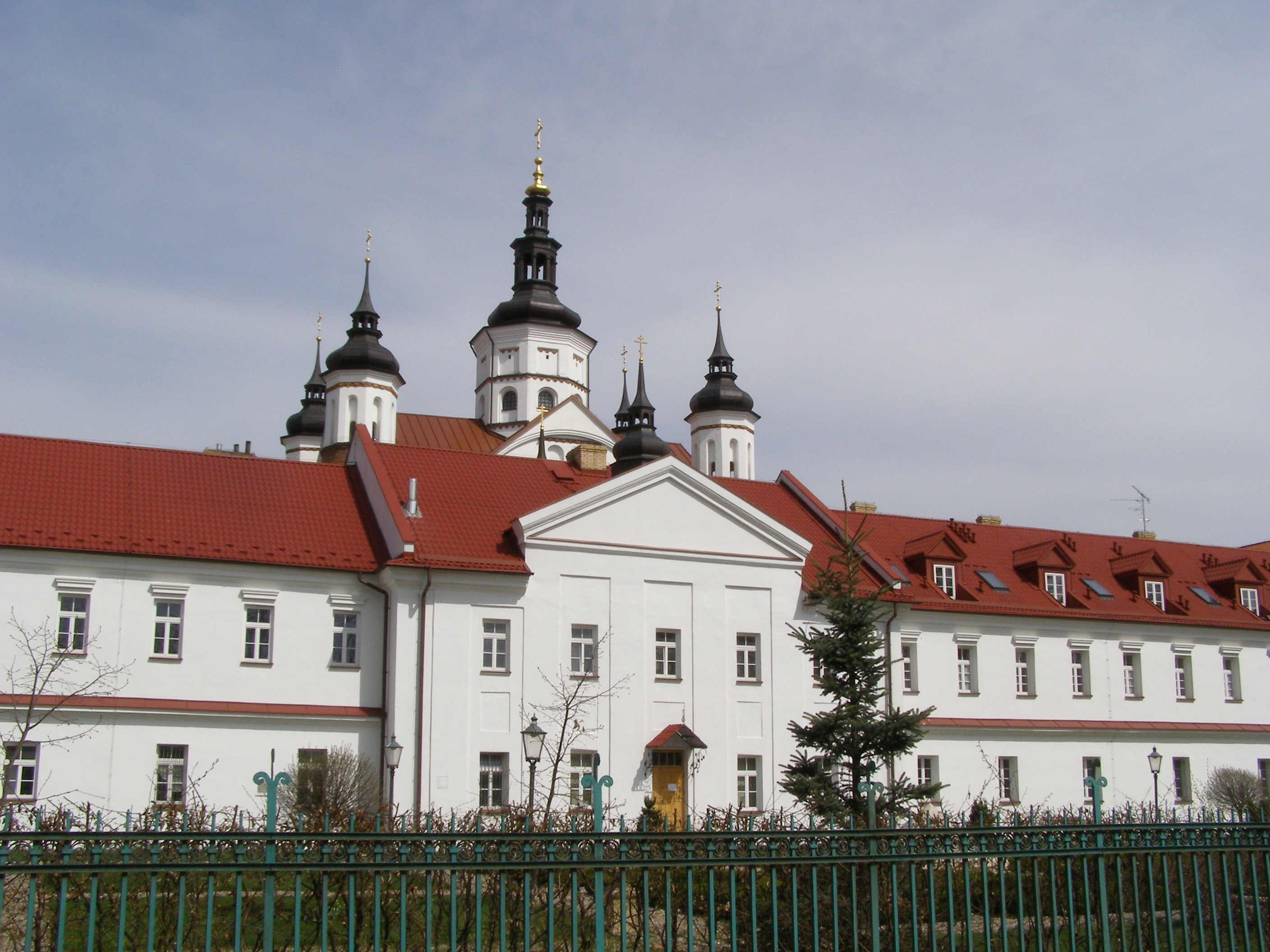
Вхід до монастиря

Замкнуті церкви 1926 року оглянув білостоцький староста, підтвердивши їхнє закриття і передачу ключів бургомістру. 4 жовтня 1927 року в церкві Благовіщення провів богослужіння Вільнюський митрополит Ромуальд Ялбжиковський, що був відомим прихильником політики ополячення. Він передав ключі від храму пробощу парафіяльного костелу. Міністерство Віросповідань і Освіти відмовилось надати пояснення православному митрополиту варшавському Діонісію відносно акту захоплення церкви. Митрополит Ялбжинковський 1929 року намагався отримати дозвіл на передачу будівель монастиря католикам під дім відпочинку пенсіонерів-священників. Зрештою їх передали салезіанам під сиротинець. У церкві Благовіщення вони влаштували спортивний зал, виробничі майстерні, фактично започаткувавши знищення його оздоблення.
Салезіани зняли 1937 року хрест з церкви св. Івана Богослова, незважаючи на протести православних міста, які незадовго до того вкотре безуспішно вимагали у міністерства Віросповідань і Освіти передачі їм церков. Церковну утвар перенесли до Народного дому Супраслі. Православна єпархія Гродно, де перебував архімандрит монастиря, подала до суду проти вільнюської митрополії, Державного скарбу, вимагаючи повернення майна монастиря. У березні 1938 року суд Білостоку відхилив позов, а розгляд апеляції не завершили до початку Другої світової війни.

### Війна
У вересні 1939 року згідно секретного протоколу пакту Молотова — Ріббентропа Супрасль було окуповано військом СРСР. У монастирських будівлях розмістився 4-й мотоциклетний полк 10-ї армії РККА. У церкві св. Івана Богослова розмістили кухню, кузню, у церкві Благовіщення надалі розміщувався спортивний зал, ремонтні майстерні. З них винесли і знищили ікони, а бароковий іконостас, амвон, бічні вівтарі були використані для опалення зимою 1941 року. Парох православної парафії Супраслі о. Олексій Мулярчук отримав 1942 згоду окупаційної німецької влади на відкриття церкви св. Івана Богослова. За згадками свідків у церкві мали місце випадки агресії католиків проти православних. Інциденти припинились після погрози окупаційної влади вжити жорстких заходів в разі нанесення шкоди пароху і парафіянам. У палаці архімандритів поселилось декілька ченців, що, імовірно, прийшли з теренів СРСР. При відступі 28 липня 1944 року німці змусили ченців покинути монастир. У Супраслі підірвали усі висотні будівлі і серед них церкву Благовіщення.

### Післявоєнний період

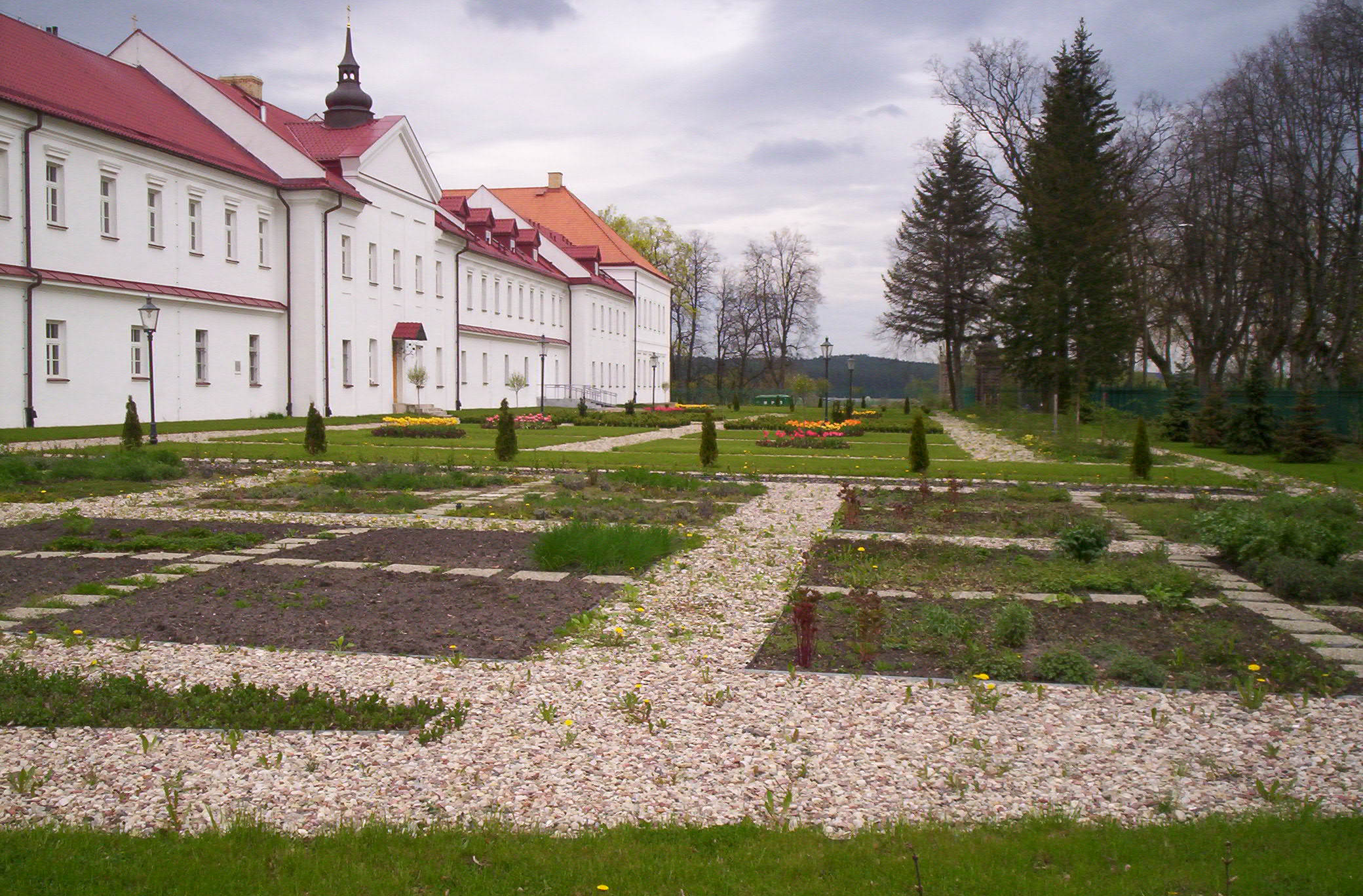
Відновлений регулярний парк

При черговому перерозподілі кордонів Супрасль опинилась на теренах ПНР. Спочатку нова влада дозволила православним користуватись церквою Івана Богослова, що викликало нові протести католиків. У монастирських будівлях містилась рільнича школа, згодом школа навчання механізаторів с/г. Під тиском МГБ СРСР 22 червня 1948 року Православна церква Польщі відмовилась від автокефалії наданої 1924 константинопольським патріархом і прийняла автокефалію від РПЦ. Школа механізаторів 1954 року звернулась з проханням до влади воєводства з проханням передачі їй будівлі церкви, оскільки віруючі погано впливають на виховання механізаторів. Особливо наголошувалось, що в час німецької окупації віруючим повернули церкву, яка до війни належала католикам. Під натиском воєводської влади і ПОРП білостоцько-гданська єпархія наказала пароху залишити церкву св. Івана Богослова. На місці парку розбили стадіон і грядки.

### Супрасльський монастир Благовіщення Пресв.Богородиці та св. Івана Богослова

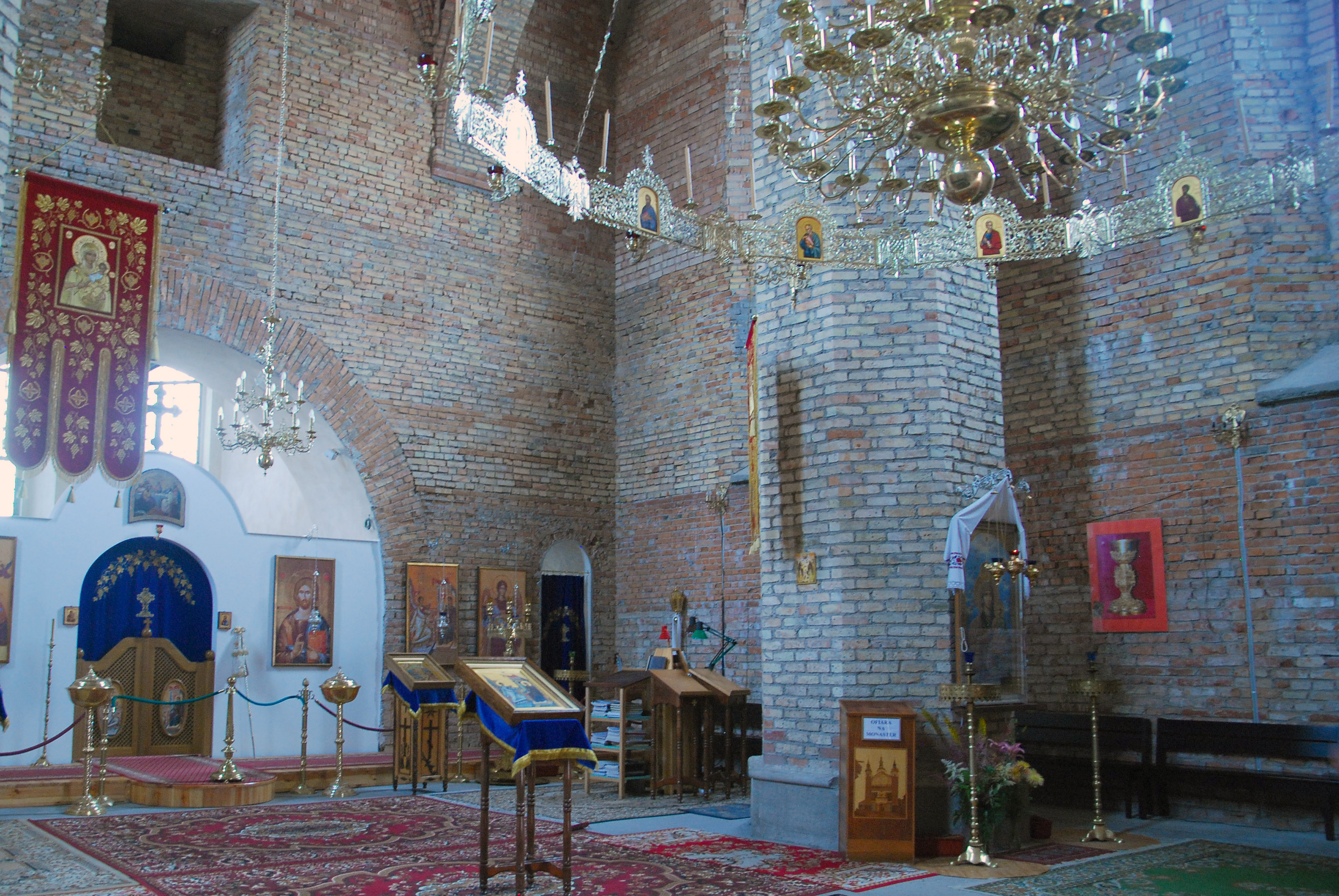
Інтер'єр відновленої церкви Благовіщення

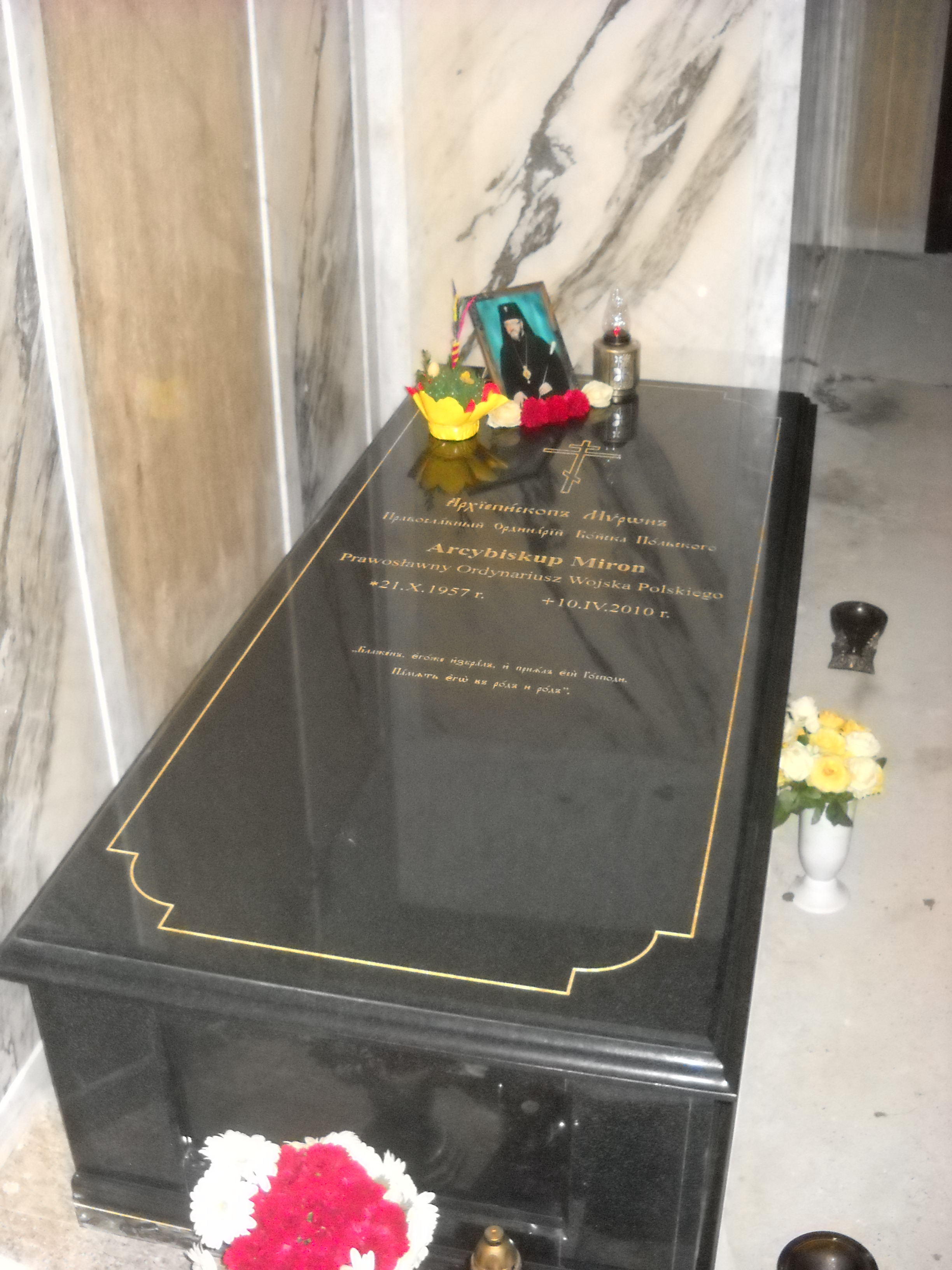
Поховання архієпископа Мирона у крипті церкви Богоявлення

Після 1984 року Православна церква Польщі поступово повернула монастирські будівлі, де вели реставраційні роботи згідно ініціативи архієпископа білостоцько-гданського Савви по відродженні монастиря. 4 червня 1984 року було закладено наріжний камінь церкви Благовіщення. Для неї уряд Білорусі надав 1994 року 200.000 цеглин, 500 м³ граніту, фінансова підтримка надавалась урядом Польщі. 15 червня 1984 до Супраслі вікарієм скерували ієромонаха Мирона, призначеного 25 листопада ігуменом. Завдяки реституції монастиря його призначили намісником, 7 квітня 1990 року архімандритом. Під його керівництвом відновили церкву св. Івана Богослова, монастирські приміщення, було розпочато відбудову церкви Благовіщення за проектом М. Кузьменки і Михайла Балаша. У 2001 році на дзвіниці встановили перші 6 дзвонів, 2006 року розпочато відновлення регулярного парку за проектом Катерини Миколайчик.
З 1997 року розпочався конфлікт з василіянами за право опіки над катакомбами, які пошкодили впродовж XX ст. У 2001 році повстав проєкт будівництва на катакомбах екуменічної каплиці, але 22 червня 2005 року власником катакомб визнали ППЦ. Було заплановано відновлення церкви Воскресіння Господнього. У монастирі 2006 року відкрили Музей ікон, 1 березня 2006 року була заснована Супрасльська академія, відкрита 16 вересня 2014 року. Завдяки коштам ЄС 2013 року завершили реставрацію Палацу архімандритів, де розмістили Музей ікон, Академію. У південному крилі монастиря 2015 року церкву св. Антонія Супрасльського до 500-річчя його загибелі. 10 серпня 2014 року в монастирі відкрили кімнату пам'яті архиєпископа Мирона, який загинув у смоленській авіакатастрофі.

### Церква Благовіщення Пресв. Богородиці

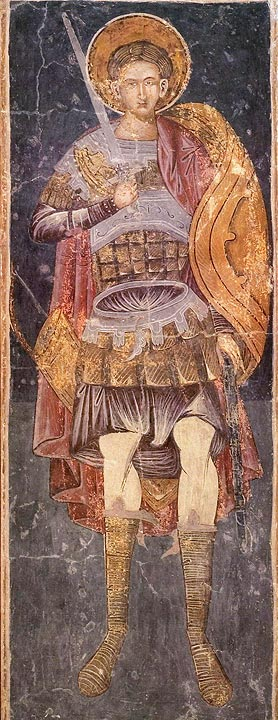
Святий Дмитро

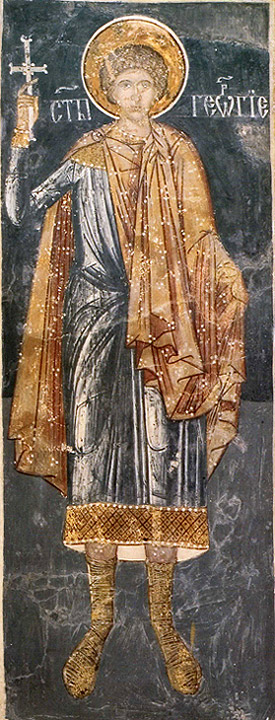
Святий Георгій

Оборонна церква була збудована на традиційній для будівництва Київської Русі хрестово-купольній схемі з рисами західноєвропейської базиліки. Таким чином відбулось поєднання готичної будівельної схеми з елементами візантійського будівництва. Храм отримав відкрите цегляне мурування з узорчатим декором двоколірною цеглою. По периметру храму понад склепіннями розміщені бійниці бойової галереї. Додаткові бійниці розташовано у фронтонах понад навами та у верхніх восьмигранних частинах чотирьох бічних і у барабані центрального куполу. Така схема храмів була характерною для ВКЛ, де схожі храми були збудовані у Вільнюсі — Успенський Пречистенський собор, Полоцьку — давній Софійський собор, Луцьку — Кафедральний костел Святої Трійці, Новогрудку — Церква святих Бориса і Гліба, с. Мурованка — Церква Різдва Богородиці, с. Синковичі — Церква святого Михаїла Архангела, Бересті — Церква святого Миколая.

#### Фрески
Значну цінність мали фрески храму з 1557 року в візантійсько-сербському стилі. У барабані вгорі був зображений Спас Вседержитель, над вікнами шестикрилі серафими, поміж вікнами по три святі і пророки, далі квітковий орнамент. Під орнаментом зобразили апостолів, відділених кольоровим пасмом від мучеників, під якими йшли медальйони з святими. По периметру стін у два яруси йшли євангельські сюжети на теми акафіста Богородиці, життю Христа. У арках вікон, під євангельськими сюжетами у два яруси були зображені воїни, святі, пустельники. Після підриву церкви з колон реставратори під керівництвом Владислава Пашковського зняли 30 фрагментів фресок (1945–1946), які нині експонуються у монастирському музеї.

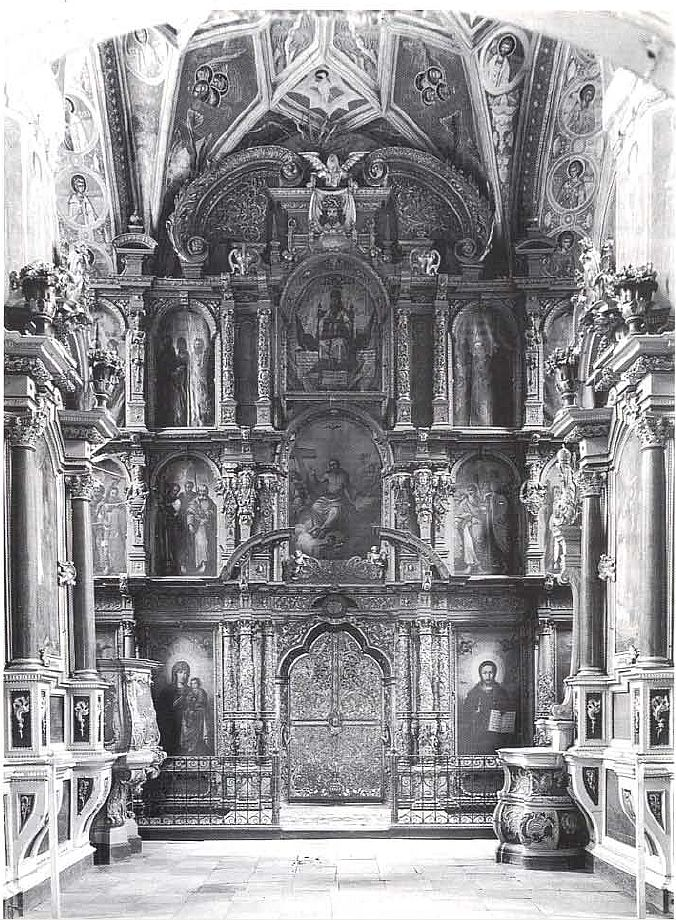
Іконостас. Центральна частина. 1936

#### Вівтар
Окрасою церкви Благовіщення був триярусний ренесансний іконостас, замовлений архімандритом Никодимом 1643 для заміни давнішого. Його виготовлення тривало до 1664, коли 6 червня його привезли до монастиря. Іконостас вважали одним з найвартісніших сакральних пам'яток Підляшшя XVII ст. При вході у середній наві відкривалась центральна частина іконостасу заввишки 12 м, що займала всю площину стіни до склепіння. Бічні крила закривали опорні стовпи центрального куполу. Загалом ширина іконостасу виносила 12 м і він був одним з найбільших у Київській митрополії. Дерев'яний позолочений каркас був декорований різьбленими рослинними орнаментами і невеликими фігурками. У нижньому ярусі були встановлені намальовані на мідній блясі ікони, імовірно, з старого іконостасу, а у верхніх намальовані на полотні з підрамниками нові малярем Вінцентом.
У 1-му ярусі місцевого чину обабіч Царських врат традиційно розміщені ікони Богородиці і Христа Пантократора (Вседержителя). Праворуч розміщено ікони Благовіщення Пресвятої Богородиці, Архангел Михаїл, ліворуч Мелхіседек, св. Іван Богослов. У 2-му ярусі Деісусного чину обабіч ікони Христос Збавитель і зображення дванадцяти Апостолів. У 3-му ярусі Прабатьківського чину навколо ікони Бога Отця розміщено дванадцять старозаповітних пророків. Увінчує іконостас ікона Спас Нерукотворний.
За монастирськими хроніками іконостас виготовили у Данцігу. За автора іконостасу прийнято вважати Андрія Модзелевського, який працював у Супраслі при іконостасі. Однак у монастирському Синодику вказано, що він «маляр віленський». Тому на основі схожості декору іконостасу і вівтарів костелу у Пельпліні у 1990-х роках виникла гіпотеза, що Модзелевський лише займався позолотою іконостасу, виготовленого Йоганом і Герардом Ганів з Данціга, тоді єдиних майстрів, що займались виготовленням вівтарів. У 2012 була оприлюднена нова гіпотеза, що на 1660-ті роки в Данцігу вже застосовувалась інша стилістика і іконостас був виготовлений у Вільнюсі, а Данціг ченці згадували лише для підвищення престижу монастиря.

#### Ікона

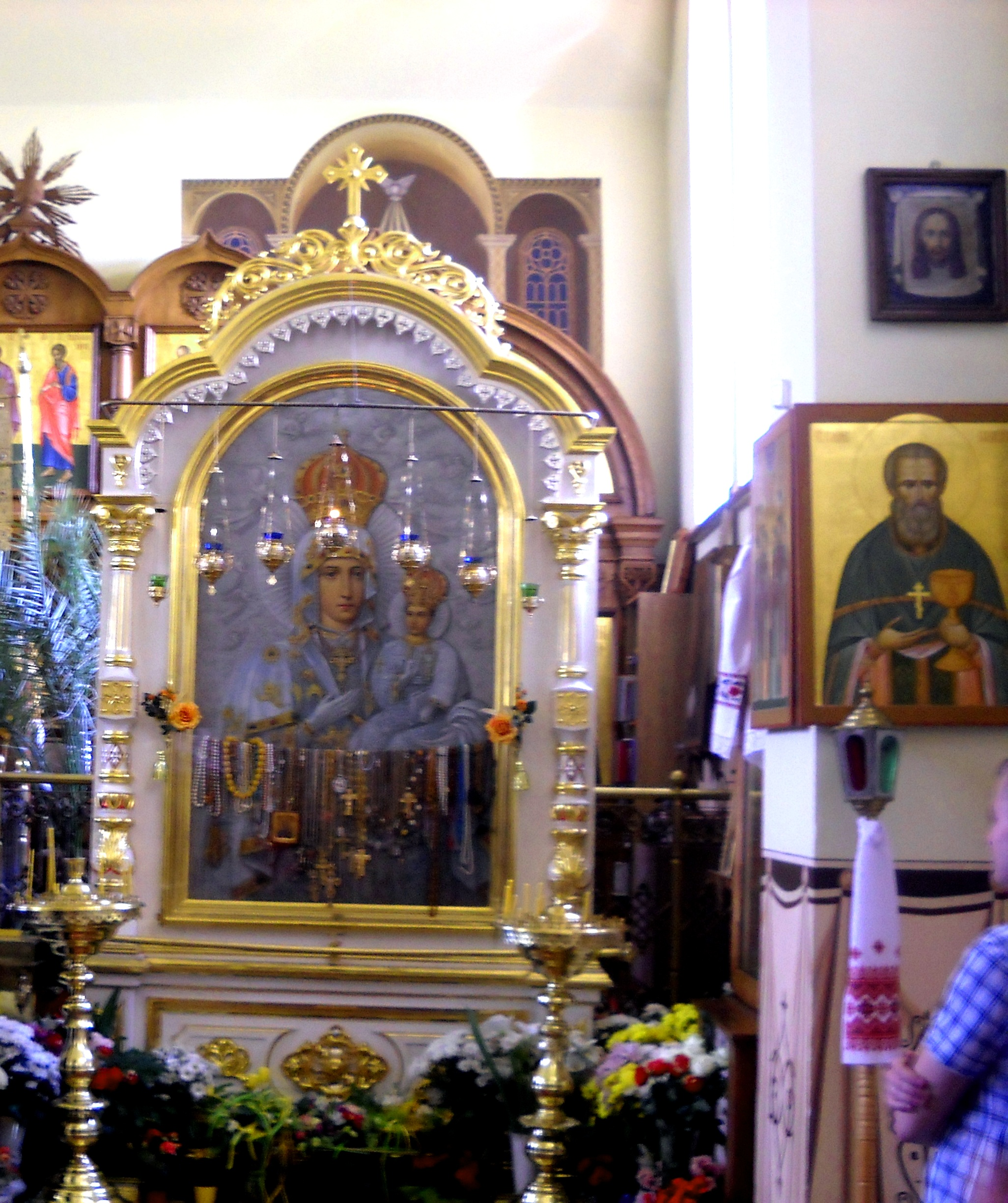
Чудотворна Супрасльська ікона. 2011

Ікона Матері Божої Одигітрії згідно традиції повинна була бути подарованою фундатором, смоленським єпископом, київським митрополитом Іосифом Солтаном з нагоди фундації монастиря. Вона була згадана у першому інвентарі монастиря 1557 архімандрита Сергія (Кімбара). Відомості, що вона була копією ікони Смоленської Матері Божої, походять з опису монастиря 1898 архімандрита Миколи (Долматова). За ним невідповідності поміж їхнім виглядом походять з часу коронації Супрасльської ікони василіянами. В час війни 1915 вона була вивезена до Москви, де пропала в роки революції чи після неї. Зараз у монастирі встановлена копія ікони, виготовлена 1897 до 500-річчя закладення монастиря. Сучасні дослідники вказують, що різниця у композиції ікон, колористиці є занадто великою і вони мають мало спільного. На основі світлини 1864, де ікона зафіксована без срібної ризи, встановили, що техніка виконання Супрасльської ікони не може походити з XVI ст., а відповідає європейському живопису XVI ст. У виданні 1915 Юзефа Йодковського вказувалось, що вона була виконана олійними фарбами на полотні, наклеєному на дошку. Олійні фарби стали поширюватись у Європі з середини XV ст. і малоймовірно, що їх могли використати для ікони. Також посилаються на митрополита Петра Могилу, який 1644 у «Lithos Abo kamień z procy prawdy Cerkwie Świętey Prawosławney Ruskiey Na skruszenie…» писав про ионастир Супраслі, де старовинні ікони з срібними окладами замінили італійськими полотняними образами.
За вірогідного автора зображення називають фламандського художника Бартоломео Пенса, який працював у Вільнюсі, малюючи образи для костелів. Декотрі його зображення Богородиці мають схожі композиції, техніку виконання, а в образі з Святої Липки присутнє ідентичне зображення ангелів, що тримають корону. Як припускають, найдавніша ікона з кінця XV ст. була викрадена, знищена після 1577 і замінена новою, або василіяни її цілеспрямовано замінили після 1635 року.